# 台江区
台江区（たいこうく）は中華人民共和国福建省福州市に位置する市轄区。

## 行政区画
下部に10街道を管轄する
- 瀛洲街道、後洲街道、義洲街道、新港街道、上海街道、蒼霞街道、茶亭街道、洋中街道、鰲峰街道、寧化街道

## 交通

### 鉄道
- 福州地下鉄
  - 1号線
  - 2号線
  - 4号線

## 観光地

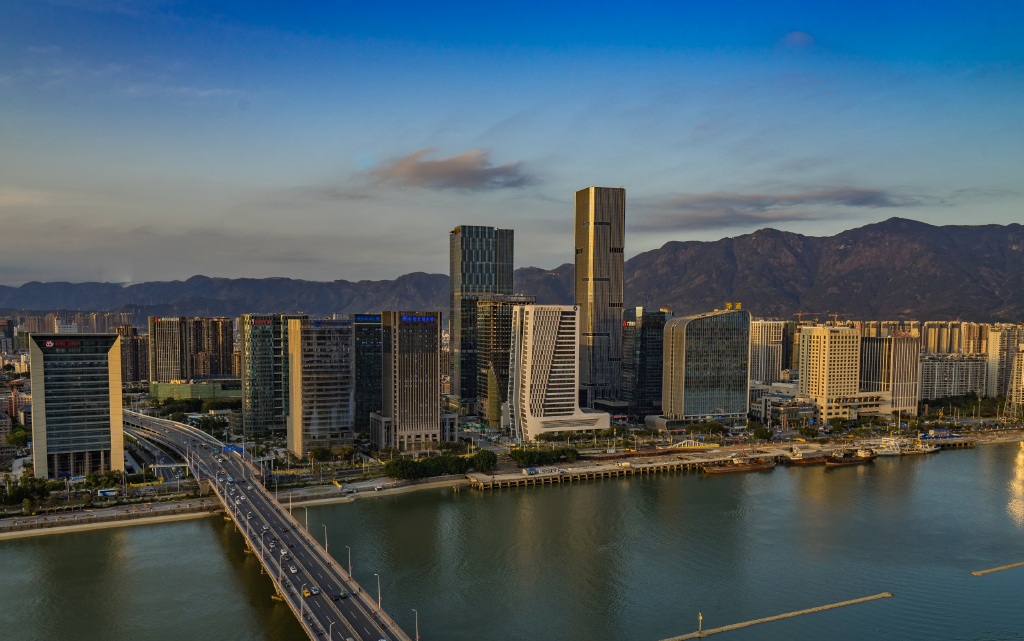
スカイライン

- 柔遠駅